# Тодор Каблешков
Тодор Каблешков (13 січня 1851, Копривштиця, Болгарія, Османська імперія — 16 червня 1876, Габрово, Болгарія, Османська імперія) — видатний болгарський революціонер, учасник квітневого повстання 1876 року, національний герой Болгарії. Зображений в романі Івана Вазова «Под игото» («Під ярмом») у 17 главі 1 частини «болг. Представлението» («Виконання») та 7 главі 2 частини «болг. Комитетът» («Комітет»).

## Біографія
Прізвище Каблешков походить від «каблиці» — великого дерев'яного відра для молока, яким користуються родопські пастухи. Вважається, що один з перших представників родини Каблешкових приніс це відро з Родопів до Копривштиці й звідти поступово прізвисько було використане як прізвище. Сам Тодор не любив своє ім'я через його грецьке походження і став зрештою підписуватися як Богдан Каблешков.
Народився в багатодітній сім'ї Лульчо Дончова Каблешкова в Копривштиці 13 січня 1851 року. Хоча Лулчо належав до елітного місцевого прошарку чорбаджи, займався торгівлею дрібною рогатою худобою, проте був патріотом, натхненним своїм старшим братом Ілією, убитим османами в Берковиці у 1858 році.

### Раннє дитинство
Тодор дуже любив свою мати Стойку, тяжко пережив її ранню смерть. За ним і його п'ятьма братами та сестрами доглядала сестра батька Лулчо, Пена, дружина відомого місцевого чорбаджи і гайдука Дончо Ватаха. Т ітка Пена, або, як сам Тодор називав її «Мама Пена», була освіченою болгаркою, яка часто розповідала йому про численні подвиги чоловіка, захопленого османами під час спроби врятувати її сестру з гарему багатого турка, коли йому зрештою вдалося втекти і продовжувати свою гайдуцьку діяльність до своєї загибелі в бою з османами в 1860 році.
Пізніше батько Тодора одружився з Анною Григоровою, а Тодор добре здружився з нею, що дуже допомогло йому сформувати патріотизм і революційні якості. У нього були проблеми зі здоров'ям навіть у дуже молодому віці, але це його ніколи не зупиняло.
Спочатку Тодор навчався в рідній Копривштиці, де викладав Веселин (Харитон) Груєв, брат діяча великого відродження Йоакима Груєва. Тодор проявив себе хорошим і сумлінним учнем.

### Підлітковий вік
Наприкінці 1864 року Лулчо привіз Тодора з його молодшим братом Цоком до Пловдива записавши в престижне головне єпархіальне училище, де викладав сам Йоаким Груєв. Там Тодор зіштовхнувся з жорстким ставленням до болгар. Суперечка з іншими грецькими студентами переросла в рукопашні сутички. Його ненависть до завойовників збільшилася в Пловдиві, коли Тодор випадково пройшов через один з турецьких районів. Турки кидали в нього каміння, і він прийшов додому закривавленим і з тріщиною в черепі. У відповідь на скаргу Цоко Каблешкова та Груєва османській владі Тодору було рекомендовано не ходити турецькими кварталами. У 1867 році Тодор тяжко захворів, і батько був змушений повернути його до Копривштиці, де його навчали як приватного студента, аби він не відстав.
Саме тоді Тодор проявив свої організаційні здібності, створивши студентське товариство освіти і знань «Зора». Коли батько відправив його до престижного французького ліцею султана — Галатасарай у Константинополі, він пішов з посади голови товариства, залишивши вказівки для подальшої діяльності товариства. Брат Цок, якому був потрібен вірний напарник для вдалого бізнесу, переконав батька в тому, що Тодору потрібна більш серйозна освіта, і Тодор став студентом у французькому ліцеї «Мехтеп Султаніє» в Галатасараї. Це сталося восени 1868 року в Стамбулі й Каблешков отримав можливість бути включеним в товариство Петка Р. Славейкова, де він вперше ознайомився з деякими роботами Любена Каравелова. У ліцеї він зустрів інших болгарських студентів, серед яких Павло Бобеков з Панагюриште та Костянтин Величков з Пазарджика. Разом з ними він прочитав стару і рвану копію «Лісового мандрівника» Георгія Раковського, праці якого тоді вважалися «бунтівною літературою». У ліцеї Тодор стикнувся з грецизмом, і після конфлікту з греками відмовився від свого імені Тодор (яке має грецьке походження) і наполягав на звертанні до себе на ім'я Богдан.
Цікавився французькою літературою, намагався писати вірші під сильним впливом Славейкова. Володимир Свинтила майже впевнений, що Тодор переклав «Три мушкетери» і «Граф Монте-Крісто». Після свого перебування в Константинополі Тодор був буквально одержимий думкою про вбивство султана Абдула Азіза, коли спостерігав, як султан виходив зі свого палацу кожну п'ятницю, щоб вирушити до мечеті в Ільдус Кьоск.

### Революційна діяльність
У 1871 році Тодор повернувся до рідної Копривштиці. З цього часу відомі його перші революційні дії. Товаришував із шевцем Петком Тодоровим Бояджієвим і викладачем Найденом Попстояновим. 25 травня 1871 року Попстоянов заснував жіноче товариство «Благовіщення», де головувала мачуха Тодора Анна Григорова, і це дозволило їм спокійно здійснювати свою революційну діяльність. Каблешков, хоч і тяжко хворий, зустрівся із самим Василем Левським, який прибув до Копривщиці наприкінці грудня 1871 року разом з Ангелом Канчевим, що сильно вплинуло на становлення Каблешкова як революціонера. 1 січня 1872 року Каблешков заснував кооперативне товариство «Працьовитість» для економічного та культурного розвитку народу.
Він переїхав в Едірне, де навчався працювати на телеграфі на залізничній станції. Там організував свій перший бунт, хоч і символічний. Студенти, члени його кола, під час літургії співали «Стани, юнак балкански» («Вставай, юнак балканський»), що зрештою призвело до арешту учнів, але пізніше їх звільнили. Освоївши телеграф, Каблешков — клерк-телеграфіст на станції Румелійської залізниці в Пловдиві, — показав завидну майстерність, був переведений на телеграфну станцію «Белово» і незабаром підвищений до начальника. Незважаючи на те, що його пост забезпечував йому добре фінансове становище, Тодор не відмовився від своєї справи, а навпаки, він об'їхав села навколо Белово, намагаючись просвітити селян і залучити їх до революційної діяльності. Активно підтримав відкриття читацького центру «Іскра» в селі Голямо-Білово, яке стало культурно-революційним центром у регіоні. Каблешков підтримував активні стосунки зі своїми послідовниками і взяв участь у підготовці Старозагорського повстання.
Навесні 1875 року він звільнився з посади начальника станції і оселився в Пазарджику, сиавши лісопромисловцем подорожував містами Софія, Самоков, Пирот тощо, щоб перевірити революційні настрої у болгар. Допомагав місцевим революціонерам у зміцненні та розвитку комітетів. Восени 1875 року його здоров'я погіршилося, він поїхав до рідної Копривштиці. Саме там Тодор дізнався про невдачу Старозагорського повстання, що ще більше спонукало його до активної революційної діяльності. У Копривштиці Тодор зустрівся з двома викладачками Марією Бочевою Булгаровою із Сопота та Євлампією Векіловою. Саме вони вишили прапор копривштенських повстанців. Тодор закохався в Марію Булгарову, але вона виїхала до Габрово і звідти відбула викладати в рідному Сопоті. Тодор не намагався перешкодити їй у цьому, і вона подарувала йому свою фотографію і ножиці, щоб використати для шиття іншого прапора і, якщо буде необхідно, перерізати їй вени, щоб османи не зловили її. Каблешков часто їздив до Пловдива, у книжковий магазин Христо Груєва Данова, щоб купити нові болгарські книги. Під час своїх подорожей відвідав низку сіл, де створив і зміцнив революційні комітети.

### Підготовка та організація квітневого повстання
Восени 1875 р., після закінчення Старозагорського повстання в Джурджу, революційні діячі зібралися планувати нове повстання, яке мало б відбутися навесні наступного року. Серед засновників Центрального революційного комітету в Джурджу — Нікола Обретенов, Стоян Заімов, Георгі Бенковський, Стефан Стамболов, Іларіон Драгостинов, Георгій Ізмірлієв тощо. Після тривалих обговорень вони розділили болгарські землі на чотири революційні округи — Врачанський, Тирновський, Слівенський і Пловдивський, пізніше перейменований в Панагюрський. Вирішено, що повстання відбудеться 1 травня. У Четвертому революційному окрузі Панайот Волов був обраний головним керівником (апостолом), а його помічником був Георгі Бенковський. На початку січня 1876 року вони перетнули Дунай в Оряхові і відвідали Пловдив, але незабаром усвідомили, що мережа комітетів краще розвинена у забалканських районах і перемістили революційний центр в Панагюриште. У населених пунктах Панагюриште, Клісура, Брацигово, Пещера, Пазарджик, Калофер, Белово тощо обидва революціонери знайшли активних помічників в особі Каблешкова, Кочо Чистеменського, Захарія Стоянова, Найдена Попстоянова, Івана Арабаджіята та низки інших.
Ввечері 13 січня в будинку Танчо Шабанова в Копривштиці був створений другий комітет Панайота Волова. У зустрічі взяли участь Найден Попстоянов, Танчо Шабанов, отець Никола Белчов, Цоко Будін, Нешо Попбрайков, Каблешков тощо. Учасники присягають на Євангеліє, отримавши ніж і револьвер від отця Николи. Клятва виголошувала: «Я клянуся Всемогутнім Богом, що за славу мого народу і честь православної віри я вдарю п'ятисотрічним іржавим болгарським ножем османського султана! Якщо порушу свою клятву, я буду проклятий всім болгарським народом і отримаю найтяжче Боже покарання…»
Волов дав Каблешкову довіреність, яка доводила, що він був уповноважений створювати революційні комітети від імені керівництва повстанням. Її підписав і засвідчив Волов, а також дав йому фальшиве ім'я Петро Банков. Каблешков знову захворів, проте це не зупинило його. 13 квітня відбулася зустріч в Обориште, де Копривштицю представили два делегати — Найден Попстоянов і Тодор Душанцаліята, які взяли із собою лист від Каблешкова до Волова і Бенковського. Зустріч тривала з 13 по 16 квітня і було вирішено, що повстання буде оголошене 1 травня, а у випадку зради — раніше. Пізніше повстання було зраджене балканським делегатом Ненко Стояновим Терзійським.

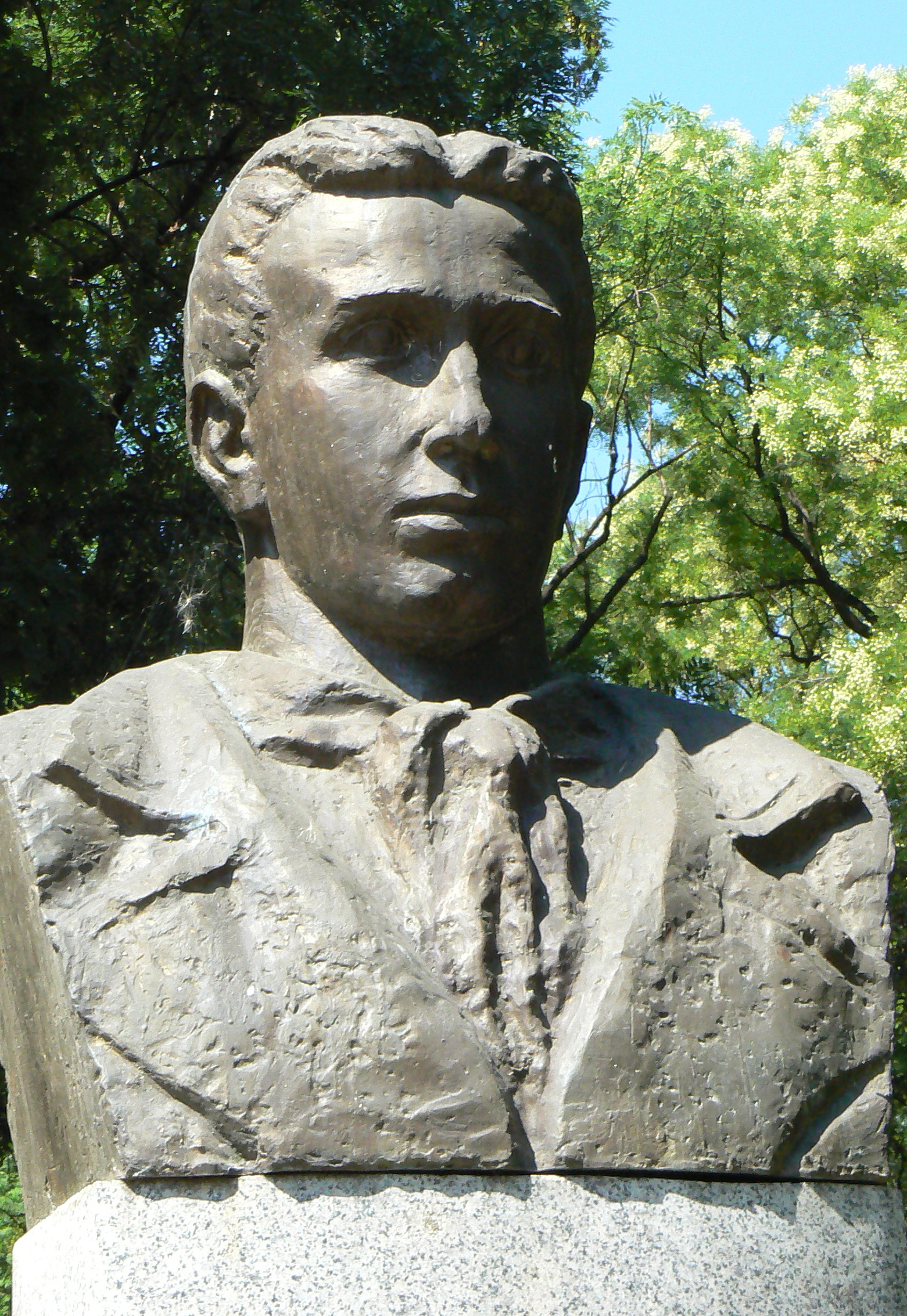
Пам'ятник Тодору Каблешкову в Борисовому саду у Софії

### Початок повстання
Спочатку османська влада недооцінила масштаб змови — в Копривштиці лише кирсадар Неджиб-Ага був посланий з парою османських жандармів для арешту повстанців 19 квітня 1876 р. 20 квітня вони почали арешти. Спочатку був заарештований Георгі Тосунов, об'явлені у розшук Брайко Енев і Петко Бояджиев, але вони сховалися. Серед людей, яких повинен був заарештувати Неджиб-Ага, був й Каблешков, але його мати ввела в оману кирсадара, ніби його не було вдома, хоча Тодор лежав хворий у будинку батька. Зіткнувшись з можливістю поразки повстання ще до його початку, Каблешков, незважаючи на хворобу, вирішив розпочати його раніше. За його наказом, ударили в дзвони в міських церквах, проголошуючи початок повстання, що залишилося в болгарській історії як квітневе повстання. Для цього було обрано дату 20 квітня 1876 року, близько 10 ранку. Швидко було сформовано дві чети і їх відправлено, щоб оточити урядову будівлю і жандармів у ній. Чета, яку очолював Георгій Тиханек, випадково зустріла жандарма Кара Хусейна Гайдука на Каличевому мосту, і Тиханек вистрілив у нього. Він був першим османським урядовцем, який загинув у повстанні. Під керівництвом Каблешкова урядова будівля була оточена, але після недовгої облоги Неджиб-Азі вдалося втекти з більшістю своїх підлеглих, але кілька втікачів, загинули під час втечі, а Ага втратив меч. Саме тоді Каблешков написав знаменитий кривавий лист:

| Браття! Учора прибув до села Неджиб-Ага із Пловдива, який хотів ув'язнити декілька людей, включно зі мною. Оскільки я отримав звістку з вашим рішенням, винесеним на зібранні в Обориці, я подзвонив кільком людям і після того, як ми були озброєні, вирушили до конака, який атакували і вбили мудуру з кількома частинами.. . Тепер, коли я пишу вам цей лист, прапор розвівається перед конаком, зброя гримить, під супровід церковних дзвонів, а юнаки цілують один одного на вулицях!. .. Якщо ви, браття, були справжніми патріотами і апостолами свободи, то наслідуйте наш приклад в Панагюриште.. . Копривштиця, 20 квітня 1876 р. T. Каблешков |
Наприкінці листа, Каблешов намалював християнський хрест кров'ю османського управителя (мюдюра) нахії. Лист був надісланий Нікола Сальчевим до Панагюриште настільки швидко, що його кінь загинув від втоми. Інший кривавий лист був надісланий до Клісури через Ніколу Караджова. Відомі також листи до Старосела та Стрелчі. Кур'єр Тодор Москов виїхав до Враци, щоб повідомити комітет і його лідера Стояна Заімова, але був захоплений в турецькому селі Ладженя і доставлений до Софії. Владу в Копривштиці перебрала військова рада, головою якої був Каблешков, а секретарем — Нікола Беловеждов. Штаб був в аптеці доктора Спас Іванова. Усі дороги та стежки навколо Копривштиці перекрили повстанці, які мали короткий бій в селі Синджірлії, де загинули 13 турків, а їхніх жінок і дітей відправили до Копривштиці. Селяни покидали свої села за наказом Каблешкова, аби не могли бути використані як притулки для османських військ.

### Перебіг повстання
Тим часом, у Карлово, очільник башибузуків Тасун Бей віддав наказом підняти над воротами державної установи санджак-шериф — священний прапор мусульман, а навколо нього протягом тижня збиралося нерегулярне військо башибузуків з Пловдівської, Казанлицької та Карловарської областей. 26 квітня османські війська напали на Клісуру. Повстанці не не змогли протидіяти важкій артилерії османів, і в той же день башибузуки вторглися в село. Більше 200 жителів села, які не змогли втекти, були жорстоко зарізані. Жертвами в основному стали жінки, діти та люди похилого віку.
Каблешков очолив чету з 200 повстанців, щоб допомогти революціонерам Клісурі, але село було спалено і тому повстанці повернулися до Копривштиці з близько 4 тисячами біженців. З Панагюриште прийшла новина, що місто обстріляне артилерією, і його падіння — справа часу. Місцеві чорбаджі намагалися взагалі перешкодити лідерам повстанців і почали переконувати біженців, що якщо вони здадуть повстанців, то султан помилує їх і їхні будинки. Внаслідок їхніх дій, частина повстанців була дійсно захоплена біженцями і доставлена до місцевої церкви. Деякі з лідерів повстання — Цок Будін, отець Белчев, Брайко Енев та інші — також були взяті в полон. 30 квітня прибув Павло Бобеков, який повідомив, що османські війська витісняються з Панагюриште і повстання розвивається, як і планувалося. Перелякані чорбаджи звільнили полонених повстанців, але згодом Бобеков зізнався, що він брехав — Панагюриште було спустошене, захоплене і розграбоване османами.
1 травня башибузуки почали збиратися навколо Копривштиці, підтримувані регулярною армією з артилерією, що налічувало близько 5000 вояків. Хафіз-паша, який керував ним, знищив Панагюриште і послав свого помічника — полковника Хасан-бея, щоб «попіклуватися» про Копривштицю. Чорбаджи зрадили повстанців, вступили в переговори з Хасан-беєм, передавши османам навіть дерев'яні гармати та сплативши викуп. Незважаючи на це, башибазуки вторглися до Копривштиці, її розграбували, а мешканців вбили. 3 травня Хасан-бей увійшов до спустошеного села, і за його наказом полонених повстанців відправили під суд до Пловдіва. Невдовзі прибув Хафіз-паша та знову пограбував місто.

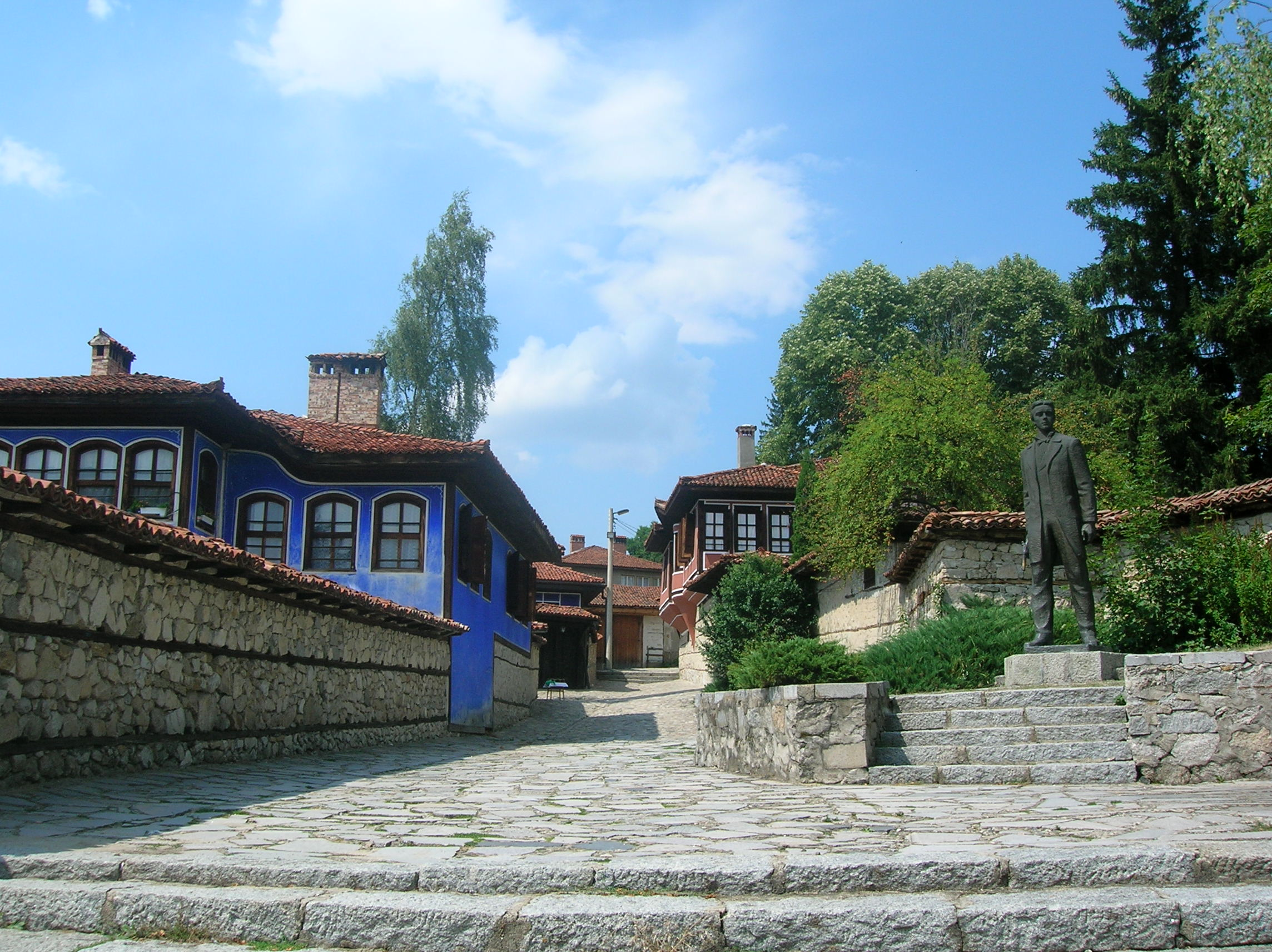
Пам'ятник Тодору Каблешкову в рідній Копривштиці

### Останні дні
Вцілілі повстанці переховувалися в горах і 1 травня намагалися перетнути Балкани, щоб перейти Дунай і втекти до Румунії. 8 травня з каблешковської чети залишилися лише чотири вояки: Тодор Каблешков, Найден Попстоянов, Георгій Тирнев і Стефан Почеков. Вони дійшли до села Чифлик (община Троян). Увечері залишилися в готелі, де заночували. Наступного дня повернулися назад у ліс. Османи оголосили нагороду за голови повстанців, і послана група настирливо їх шукала. Їхній колишній соратник здав османам їхнє місце перебування. Біля річки на них зненацька напали османи, почалася перестрілка. Георгій Тирнев і Стефан Почеков загинули на місці. Каблешков був захоплений живим, а Найден Попстоянов отримав поранення руки і також був узятий в полон. Убитих обезголовили, а їхні голови взяли як трофеї.
Обезголовлені тіла були знайдені лише в 1944 році й поховані на тому самому місці. Ув'язнених доставили до Трояна, а звідти до Ловеча. У в'язниці Ловеча двоє повстанців піддані тортурам. Захарі Стоянова також знайшли. 3 червня полонених вивезли до Велико-Тирново. Після допитів, на яких Каблешков не визнав свою вину, Селімі Паша поїхав до Пловдива і взяв з собою повстанців, щоб передати їх у суд Пловдива. Даскаль Попстоянов вже був напівмертвий. Каблешков знав, що їх чекає в місті — муки і смерть. Коли конвой зупинився в Габрово, Каблешков скористався неуважністю одного з охоронців, вирвав у нього револьвер і вистрілив собі в голову.
Тодор Каблешков помер 16 червня 1876 року, маючи лише 25 років. Наступного дня єпископ Габрово намісник Габровської єпархії благав, щоб Селімі-паша віддав йому тіло, аби поховати його за християнським звичаєм. Тіло повстанця було омите, одягнене у новий одяг, поховане поруч з могилами двох четників із загону Хаджи Димитара, повішеного в Габрово.
Останки Тодора Каблешкова були перенесені і поховані у 1883 році в Копривштиці, в Мавзолеї кісток априлців. Через погані умови зберігання там кості Тодора Каблешкова і Найдена Попстоянова були виставлялися для богослужіння в його будинку до 1996 року, коли їх перепоховали на подвір'ї храму Пресвятої Богородиці.
У місці народження революціонера в Копривштиці створено музей. Там можна побачити багато його особистих речей, у тому числі фотографії, документи, підручники, зброю, капелюх, який він носив, поки очолював залізничний вокзал та ін.

## Цитати
«Треба знищити моду та все європейське і замінити їх вітчизняним». (" Да се унищожат модите и всичко що е европейско и да се заместват с домашно.) «
„Я сподівався не на крем'яну кулю, а на її грім, який мав досягти вух Європи“. („Не в куршума на кремъклийката се надявах, а в гърмежа ѝ, който трябваше да стигне до ушите на Европа.“)